# Georgine Kellermann
Georgine Kellermann (Ratingen, 21 de septiembre de 1957) es una periodista alemana.

## Trayectoria

### Carrera
Bajo el nombre de Georg, Kellermann asistió al entonces Theodor-Heuss-Gymnasium en Ratingen de 1969 a 1978 y escribió para la redacción local de Ratingen del periódico Rheinische Post incluso antes de graduarse de la escuela secundaria. En 1983, poco después del comienzo del magazine vespertino del canal de televisión WDR "Aktuelle Stunde", Kellermann presentó su curriculum y se convirtió en corresponsal regional para Duisburgo y el Bajo Rin. Los últimos conflictos laborales de los trabajadores del acero en Duisburg-Rheinhausen fue uno de los principales temas de Kellermann en esa época.
En 1992, Kellermann se convirtió en director del programa matinal de la cadena pública alemana ARD, que también acababa de empezar, y trabajó como corresponsal primero desde Washington D. C. y luego desde París. En 1997, se trasladó a Washington como corresponsal de la ARD junto a Claus Kleber, Tom Buhrow y Sabine Reifenberg, y en 2002, a París. A su regreso en 2006, dirigió el estudio de la ARD en Bonn y se convirtió en director del estudio de la WDR en Duisburgo el 2 de junio de 2014. El 1 de junio de 2019, Kellermann asumió la dirección del estudio WDR en Essen, todavía bajo el nombre de Georg, que todavía se puede encontrar en antiguos informes, registros y material de archivo.

### Salida del armario
En su entorno familiar, ya se sabía que Kellermann era una persona transgénero; se lo contó a su padre a mediados de 1980. En su vida privada, llevaba años vistiendo ropa de mujer. Frente a la cámara y en el plató, continuó apareciendo como un hombre, según explicó en una entrevista: "Fue una locura interpretar ese papel todos estos años. Nunca se lo oculté a mis allegados, amigos y familiares. Me ponía los zapatos hasta que entraba en el garaje subterráneo del estudio. Luego me los quitaba y me iba a trabajar". El argumento para ocultar durante tanto tiempo su feminidad en el trabajo fue el miedo a las reacciones de los demás: "Me preocupaba que la gente se riera de mí. Que la gente ya no separara las dos cosas: las habilidades periodísticas y las habilidades sociales. Me preocupaba que si me convertía en quien soy ahora, no podría hacer lo que amo".
En septiembre de 2019, Kellermann tomó la decisión de salir del armario como persona transgénero mientras estaba de vacaciones en Estados Unidos. Primero, cambió su foto de perfil en las redes sociales (incluyendo Facebook y Twitter) y luego, a su regreso, se declaró ante sus colegas "como la mujer que siempre se ha sentido ser". Su decisión fue recibida en su trabajo y en las redes sociales con empatía, “respeto y admiración”. WDR, como su empleador, ahora la menciona oficialmente como "directora de estudio Georgine Kellermann".
En septiembre de 2020, fue inscrita como mujer según su propio registro civil.

## Reconocimientos
En 1999, Kellermann recibió el Premio de Radio, TV y Nuevos Medios junto con Tom Buhrow, Claus Kleber y Sabine Reifenberg por Oh Gott, Amerika! Glaube, Seelen, Scharlatane (¡Oh Dios, América! Fe, almas, charlatanes) sobre evangélicos, predicadores y sectas en Estados Unidos.